# Anne Frankbos
Het Anne Frankbos (voorheen Arthur Maespark) is een park in  Haren in het Brussels Hoofdstedelijk Gewest. Het park van 1 hectare groot is gelegen tussen de Haachtsesteenweg en de Arthur Maesstraat en wordt beheerd door de stad Brussel. Het park werd in 2021 hernoemd naar Anne Frank.